# Kunsthistorie
Kunsthistorie er læren om de visuelle kunstarters historie, æstetik og videnskab fra antikken til nutiden. Kunsthistorie beskæftiger sig bl.a. med kunst, kunstnere og deres roller i historien. Kunsthistorie er delt op i stilarter, som er skilt fra hinanden gennem tid. Dog er det ofte tilfældet, at tidligere kunstperioder har indflydelse på senere kunstperioder. Antikkens græske og romerske kunst får eksempelvis afgørende betydning for renæssancens og senere nyklassicismens kunst.

## Kunsthistoriske uddannelser
Kunsthistorie er et teoretisk fag, der kan læses på universitetet. Beslægtet med uddannelsen i kunsthistorie, der i Danmark foregår på Aarhus Universitet og Københavns Universitet, er kunstakademiernes uddannelser, der dog har en mere praktisk karakter rettet imod skabelsen af kunstværker. Uddannelsen til kunsthistoriker er en femårig videregående uddannelse, der giver ret til titlen cand.mag. i Kunsthistorie. I den danske folkeskole og ligeledes i det almene gymnasium gives en introduktion til de grundlæggende principper i kunst og kunsthistorie. 
Almindelige job muligheder for kunsthistorikere er på kunstmuseer, universiteter, højskoler, gymnasier og i kulturjournalistikken.

## Kendte danske kunsthistorikere
- Christian Elling
- Niels Laurits Høyen
- Julius Lange
- Hans Edvard Nørregård-Nielsen
- Bente Scavenius
- Philip Weilbach
- Mikkel Bogh